# انزو لویدیس
انزو لویدیس (انگلیسی: Enzo Loiodice؛ زادهٔ ۲۷ نوامبر ۲۰۰۰) بازیکن فوتبال اهل فرانسه است.
از باشگاه‌هایی که در آن بازی کرده‌است می‌توان به باشگاه فوتبال دیژون اشاره کرد.
وی همچنین در تیم‌های ملی فوتبال زیر ۱۹ سال فرانسه و زیر ۲۰ سال فرانسه بازی کرده‌است.